# Женщина для всех
«Женщина для всех» — советская мелодрама 1991 года, снятая Анатолием Матешко по сценарию Людмилы Улицкой.

## Сюжет
В идеальном (по меркам конца 1980-х годов) доме библиотекарши Анны (Лариса Удовиченко) не хватает только мужа и детей. Мужа нет и у её соседки Марии: приятели-моряки после рейса заглянут, зайдёт давний друг Николай (Николай Караченцов), который из-за больной дочери всё никак не может на ней жениться.
Мария готовится к операции, но внезапно умирает. Её сестра, приехавшая на похороны из Норильска, не очень стремится забрать детей Марии к себе и сами они этого не хотят и идут на хитрость, чтобы остаться в родном доме.
Анна, присматривая за детьми соседки, решает не отдавать их в интернат, а взять их под опеку. К такому же решению пришёл Николай, которого после того как его жена сдала больную дочь в лечебницу дома ничего уже не держит. Анна и Николай давно явно уже неравнодушны друг к другу.

## В ролях
- Лариса Удовиченко — Анна Павловна
- Наталья Егорова — Мария Степановна
- Михаил Дементьев — Володя, сын
- Маргарита Быстрякова — Леночка, младшая дочь
- Николай Караченцов — Николай
- Валентина Малявина — Шура, старшая сестра
- Асвад Хасанов — Шалва, друг Марии (в титрах О. Хасанов)
- Александр Филиппенко — бывший муж Анны (озвучивает Виктор Сарайкин)
- Ольга Матешко — Валентина Георгиевна, заведующая библиотекой
- Алексей Весёлкин — Валера
- Валерий Чигляев — Егор Кузьмич, капитан
- Николай Ковбас — Славик, друг Марии
- Игорь Ромащенко — Толик, приятель Славика
- Михаил Жарковский — Дядя Миша
- Елизавета Никищихина — инспектор детского дома
- Александр Миронов — Саша, друг Марии

## Съёмочная группа
- Автор сценария: Людмила Улицкая
- Режиссёр-постановщик: Анатолий Матешко
- Оператор-постановщик: Олег Маслов-Лисичкин
- Художник-постановщик: Евгений Стрилецкий
- Композитор: Владимир Быстряков